# Päwesin
Päwesin est une commune allemande de l'arrondissement de Potsdam-Mittelmark, Land de Brandebourg.

## Géographie
Le territoire de la commune est divisé en deux par des lacs, le Beetzsee et le Riewendsee, reliés par le Beetzseerinne.
|               | Märkisch Luch | Nauen        |
| Beetzseeheide | Päwesin       | Ketzin/Havel |
|               | Roskow        |              |

La commune comprend les quartiers de Päwesin, Bagow, Bollmannsruh et Riewend.

## Histoire
Päwesin est mentionné pour la première fois en 1197 sous le nom de "Pusyn". Cela se fait dans le cadre d'une donation de Ketzin à l'évêché de Brandenbourg. En 1409, "Posyn" est vendu par Jobst de Moravie à la nouvelle ville de Brandebourg.
Durant la RDA, la Deutscher Fernsehfunk avait un centre de vacances pour les enfants de ses employés. Le 24 août 1965, un drame a lieu sur le Riewendsee. Alors que des enfants se baignent, un véhicule amphibie de la Nationale Volksarmee traverse le lac. Des enfants sont invités à bord. Au bout d'un moment, le PT-76, avec 35 enfants et accompagnateurs, coule d'un coup. Sept enfants meurent noyés.